# Rumoka (powiat mławski)
Rumoka – wieś sołecka w Polsce położona w województwie mazowieckim, w powiecie mławskim, w gminie Lipowiec Kościelny.
W latach 1975–1998 miejscowość należała administracyjnie do województwa ciechanowskiego.
Według różnych wzmianek Rumoka istnieje już od 1420 roku. W 2010 roku rozebrany został zabytkowy dworek z II połowy XIX wieku, który był siedzibą właściciela jednego z największych międzywojennych (1930) majątków ziemskich na północnym Mazowszu – 1076 ha.
Rumoka posiada bogate walory przyrodnicze. W obrębie wsi znajduje się rezerwat przyrody "Olszyny Rumockie", przez który przepływa rzeka Mławka oraz stawy hodowlane, na które składa się 13 sztucznych zbiorników wodnych o łącznej powierzchni ok. 100 ha. przy których przepływa rzeka Kozak.